# رافي رنا
رافي رنا (بالإنجليزية: Ravi Rana)‏ هو سياسي هندي، ولد في 1985 في مورسي ‏ في الهند. نشط حزبياً في مستقل. وقد انتخب Member of the Maharashtra Legislature ‏.